# Татьяна Ортіс
Татьяна Ортіс  (ісп. Tatiana Ortíz, 12 січня 1984) — мексиканська стрибунка у воду, олімпійська медалістка.

## Виступи на Олімпіадах
| Олімпіада  | Дисципліна                | Місце |
| ---------- | ------------------------- | ----- |
| Пекін 2008 | вишка                     | 5     |
| Пекін 2008 | синхронні стрибки з вишки | 3     |